# Io9
io9 è un blog lanciato nel 2008 da Gawker Media, dedicato a temi di fantascienza, fantasy, futurismo, scienza, tecnologia e settori correlati.

## Storia
È stata fondata da Annalee Newitz, ex analista politico per la Electronic Frontier Foundation e collaboratrice di Popular Science, Wired e New Scientist. Altri collaboratori includono co-fondatori Charlie Jane Anders e Kevin Kelly, oltre a Geoff Manaugh (BLDGBLOG), Graeme McMillan (Newsarama), Meredith Woerner, Alasdair Wilkins, Cyriaque Lamar, Tim Barribeau, Esther Inglis-Arkell, Lauren Davis, Robbie Gonzalez, Keith Veronese, George Dvorsky e Lynn Peril. Tra ottobre 2010 e gennaio 2012 io9 ha ospitato il podcast Geek's Guide to the Galaxy, prodotto da John Joseph Adams e David Barr Kirtley.
Newitz ha coperto il ruolo di caporedattore dal 2008 al 2015, seguita da Charlie Jane Anders (2015–2016), Rob Bricken (2016–2018) e Jill Pantozzi (dal 2018).